# Bournemouth, Christchurch and Poole
Bournemouth, Christchurch and Poole  är en enhetskommun i Dorset i England, Storbritannien. Kommunen har 401 898 invånare (2022). Administrativ huvudort är Bournemouth.
Den bildades den 1 april 2019 genom en sammanslagning av enhetskommunerna Bournemouth och Poole samt distriktet Christchurch.

## Civil parishes
De delar av kommunen som tidigare tillhörde Bournemouth och Poole saknar civil parishes förutom Throop and Holdenhurst i före detta Bournemouths kommun. Den delen som tidigare tillhörde Christchurch är indelad i fyra civil parishes; Burton and Winkton, Christchurch, Highcliffe and Walkford och Hurn.